# Бетенкур
Бетенкур (фр. Béthincourt) насеље је и општина у североисточној Француској у региону Лорена, у департману Меза која припада префектури Верден.
По подацима из 2011. године у општини је живело 31 становника, а густина насељености је износила 2,33 становника/km². Општина се простире на површини од 13,32 km². Налази се на средњој надморској висини од 200 метара (максималној 282 m, а минималној 193 m).

## Демографија
| 1962. | 1968. | 1975. | 1982. | 1990. | 1999. | 2011. |
| ----- | ----- | ----- | ----- | ----- | ----- | ----- |
| 28    | 58    | 39    | 34    | 25    | 35    | 31    |

График промене броја становника у току последњих година